# کاظم روشن‌ضمیر
کاظم روشن‌ضمیر (زاده ۱۳۱۲ در تهران) از بازیگران سینمای ایران است.

## فیلمشناخت

### بازیگر
- ۱ - آقای لر به شهر می‌رود (۱۳۵۶)
- ۲ - جانی و تپل (۱۳۵۶)
- ۳ - سرسپرده (۱۳۵۶)
- ۴ - پاک‌باخته (۱۳۵۵)
- ۵ - جدال (۱۳۵۵)
- ۶ - اخم نکن سرکار (۱۳۵۴)
- ۷ - فرار از بهشت (۱۳۵۳)
- ۸ - خورشید در مرداب (۱۳۵۲)
- ۹ - کاکاسیاه (۱۳۵۲)
- ۱۰ - حسن سیاه (۱۳۵۱)
- ۱۱ - حسن دینامیت (۱۳۵۱)
- ۱۲ - صادق کرده (۱۳۵۱)
- ۱۳ - روسپی (۱۳۴۸)
- ۱۴ - مرد بی‌ستاره (۱۳۴۶)
- ۱۵ - بی عشق هرگز (۱۳۴۵)
- ۱۶ - عصیان (۱۳۴۵)
- ۱۷ - سرسام (۱۳۴۴)

### مدیر تهیه
- ۱ - سرزمین دلاوران (۱۳۵۱)

### مدیر تولید
- ۱ - سرسپرده (۱۳۵۶)
- ۲ - صلاح‌الدین ایوبی (۱۳۵۱)

### مدیر تدارکات
- ۱ - جدال (۱۳۵۵)